# Spinta delle terre
La spinta delle terre è un fenomeno che influenza pesantemente l'ambito delle opere di fondazione.
In modo simile ad un fluido contenuto entro un recipiente, il terreno, in conseguenza della forza di gravità, spinge non solo verso il basso ma anche verso le pareti di contenimento.
L'entità di tale spinta dipende da svariati fattori, tra cui:
- presenza di acqua nel terreno
- angolo d'attrito e coesione delle particelle di terreno
- pendio ed inclinazione della eventuale stratificazione (a franapoggio o a reggipoggio)

Le componenti  di spinta instabilizzanti per un muro di sostegno sono solitamente quella orizzontale, proveniente dal terreno, con risultante applicata all'incirca ad un terzo dell'altezza del muro, quella dell'eventuale acqua a tergo del muro ed eventualmente quella sismica.
È necessario un approccio progettuale molto cautelativo, tenendo conto che nel corso degli anni avvengono assestamenti del terreno, movimenti delle falde acquifere, eventi sismici non sempre prevedibili. 
Si adottano pertanto coefficienti di sicurezza ampi e prudenziali.

## Approccio al calcolo della spinta delle terre
Immaginando di dover calcolare la spinta che un elemento infinitesimo di terreno oppone secondo la direzione orizzontale il problema potrebbe sembrare indeterminato dal momento che infiniti cerchi di Mohr possono essere costruiti a partire dall'unico dato certo del problema, cioè lo sforzo efficace verticale, che ipotizzando un piano campagna orizzontale a cui corrisponda anche il pelo libero della falda e chiamando {\displaystyle z} la profondità a cui si trova l'elemento di terreno considerato e {\displaystyle \gamma '} il peso specifico alleggerito sarà sicuramente pari a:
{\displaystyle \sigma '_{v0}=\gamma '\cdot z}
La situazione sarebbe naturalmente non completamente diversa nel caso di falda più bassa del piano campagna o assente, dal momento che la valutazione della tensione verticale si ridurrebbe semplicemente a considerare il peso specifico reale del terreno nella zona in cui è assente la falda invece di quello alleggerito.
Tra gli infiniti cerchi di Mohr che è possibile costruire imponendo quest'unica condizione, solo due sono tangenti all'inviluppo di rottura (che per ora consideriamo caratterizzato dai parametri {\displaystyle c'=0} e {\displaystyle \phi '=0}), che rappresentano cioè degli stati di equilibrio limite, oltre il quale si ha rottura del terreno.
I due cerchi di Mohr rappresentano due situazioni fisiche schematizzabili nel modo seguente: immaginiamo di isolare l'elemento di terreno dal terreno circostante tramite due pareti lisce possiamo considerare due situazioni: 
- nel primo caso, allontanando gradualmente queste pareti si provocherà nel terreno un'espansione laterale, con conseguente diminuzione della tensione orizzontale fino a che il cerchio di Mohr dell'elemento di terreno non risulti tangente all'inviluppo di rottura: questa condizione è definita di spinta attiva;
- nel secondo caso avviciniamo gradualmente le pareti, producendo nell'elemento considerato una compressione, con conseguente aumento della tensione orizzontale finché il cerchio di Mohr dell'elemento di terreno arriva a tangere l'inviluppo di rottura: questa condizione si definisce spinta passiva.

In queste condizioni particolari di equilibrio limite attivo e passivo il valore della tensione orizzontale è noto e può essere esplicitato in funzione della tensione verticale e di un coefficiente, definito coefficiente di spinta attiva ({\displaystyle K_{a}}) o coefficiente di spinta passiva ({\displaystyle K_{p}}) a seconda della condizione considerata, laddove nella condizione litostatica si considerava il coefficiente di spinta a riposo ({\displaystyle K_{0}}).

### Piano campagna orizzontale
I coefficienti di spinta attiva e passiva, assumendo le ipotesi precedenti di piano campagna orizzontale, assumono i seguenti valori:
{\displaystyle K_{a}={\frac {1-sin\phi '}{1+sin\phi '}}=tg^{2}\left({\frac {\pi }{4}}-{\frac {\phi '}{2}}\right)}
{\displaystyle K_{p}={\frac {1+sin\phi '}{1-sin\phi '}}=tg^{2}\left({\frac {\pi }{4}}+{\frac {\phi '}{2}}\right)}
Particolare attenzione va posta nella scelta dei parametri: prove sperimentali hanno infatti messo in luce che tali situazioni limite vengono raggiunte in condizioni deformative molto differenti, in particolare a deformazioni molto basse nel caso di spinta attiva e molto elevate per la spinta passiva, di conseguenza supponendo di trovarsi in un deposito di argilla molto sovraconsolidata nel primo caso sarà accettabile la scelta del {\displaystyle \phi '} di picco, mentre nel secondo caso sarà necessario considerare il valore di stato critico dal momento che l'elevata deformazione avrà sicuramente superato la situazione di massima resistenza del terreno.

### Piano campagna inclinato
Ipotizzando un piano campagna inclinato di un angolo {\displaystyle i} rispetto all'orizzontale, dall'analisi dei cerchi di Mohr si può dimostrare che i coefficienti di spinta attiva e passiva assumono i seguenti valori:
{\displaystyle K_{a}={\frac {cos\ i-{\sqrt {cos^{2}i-cos^{2}\phi '}}}{cos\ i+{\sqrt {cos^{2}i-cos^{2}\phi '}}}}}
{\displaystyle K_{p}={\frac {cos\ i+{\sqrt {cos^{2}i-cos^{2}\phi '}}}{cos\ i-{\sqrt {cos^{2}i-cos^{2}\phi '}}}}}
Queste soluzioni per il coefficiente di spinta attiva e passiva sono stati trovati per la prima volta da William John Macquorn Rankine, nel 1857, per cui questa elaborazione prende il nome di Teoria di Rankine.

## Calcolo della spinta su un muro di sostegno
La spinta che il terreno oppone a un muro di sostegno, o in generale ad una qualsiasi parete di contenimento, sarà uguale all'integrale esteso all'area del muro della tensione orizzontale.

### Teoria di Coulomb
Charles Augustin de Coulomb nel XVIII secolo studiò la condizione di equilibrio globale di un muro di sostegno immaginando che fosse sollecitato dalla spinta di un cuneo di terreno. Naturalmente non è nota a priori la posizione della superficie di separazione tra il cuneo di terreno sollecitante ed il resto dell'ammasso, quindi è necessario analizzare varie superfici possibili e considerare quella a cui corrisponde il minimo valore, per ricavare la spinta attiva, ovvero il massimo valore, per ricavare la spinta passiva.
In seguito altri studiosi generalizzarono la soluzione proposta da Coulomb, ad esempio Mayniel aggiunse la situazione di presenza di attrito tra muro e terreno e Müller-Breslau la condizione di piano campagna e interfaccia tra muro e terreno inclinati, entrambi all'inizio del XX secolo, giungendo alla soluzione:
{\displaystyle K_{a}={\frac {cos^{2}(\phi '-\beta )}{cos^{2}\beta \cdot cos(\delta +\beta )\cdot \left[1+{\sqrt {\frac {sin(\delta +\phi ')\cdot sin(\phi '-i)}{cos(\delta +\beta )\cdot cos(i-\beta )}}}\right]^{2}}}}
{\displaystyle K_{p}={\frac {cos^{2}(\phi '+\beta )}{cos^{2}\beta \cdot cos(\delta -\beta )\cdot \left[1-{\sqrt {\frac {sin(\delta +\phi ')\cdot sin(\phi '+i)}{cos(\delta -\beta )\cdot cos(i-\beta )}}}\right]^{2}}}}
dove:
{\displaystyle \beta } è l'inclinazione del paramento del muro rispetto alla verticale;
{\displaystyle \delta } è l'angolo di attrito tra muro e terreno;
{\displaystyle i} è l'inclinazione del piano campagna rispetto all'orizzontale;
{\displaystyle \phi '} è l'angolo di attrito interno del terreno.
Il limite di questa teoria è l'incongruenza, basata su evidenze sperimentali, di considerare una superficie di scorrimento piana in presenza di attrito tra muro e terreno. Ipotizzare per semplicità che la superficie sia piana genera quindi un errore nella valutazione delle spinte, che è stato scoperto essere trascurabile nella valutazione delle spinte attive ma non accettabile per le spinte passive, in quanto questa assunzione tenderebbe a sovrastimare il valore della resistenza passiva. Di conseguenza valutare il coefficiente di spinta passiva con la formula di cui sopra non risulta essere cautelativo e quindi solitamente non se ne fa uso.

### Metodo delle caratteristiche
Per ovviare a questo problema della teoria di Coulomb si è utilizzato il metodo delle caratteristiche, il quale tiene conto delle discontinuità dello stato di tensione all'interno del terreno che spinge il muro di sostegno. Analizzando l'effetto di queste discontinuità tramite lo studio dei cerchi di Mohr, si è giunti a valutare i coefficienti di spinta attiva e passiva in questo modo (R. Lancellotta, 2002):
{\displaystyle K_{p,a}=\left[{\frac {cos\delta }{1\mp sin\phi '}}\cdot \left(cos\delta \pm {\sqrt {sin^{2}\phi '-sin^{2}\delta }}\right)\right]\cdot e^{\pm 2\theta tg\phi '}}
dove {\displaystyle 2\theta =sin^{-1}\left({\frac {sin\ \delta }{sin\ \phi '}}\right)\pm \delta }, (2θ va espresso in radianti) ed il segno superiore si riferisce alla resistenza passiva, quello inferiore al caso attivo.

### La presenza della coesione
Nel caso di terreno coesivo il valore della tensione orizzontale da considerare non è più pari semplicemente al coefficiente di spinta attiva o passiva per la tensione verticale, dovendo in questo caso tenere conto anche dell'effetto che la coesione offre. In questo caso il valore della tensione orizzontale assume il valore:
{\displaystyle \sigma '_{a}=K_{a}\cdot \sigma '_{v}-2c'{\sqrt {K_{a}}}}
{\displaystyle \sigma '_{p}=K_{p}\cdot \sigma '_{v}+2c'{\sqrt {K_{p}}}}
Tali valori della tensione orizzontale andranno naturalmente integrati nell'area considerata per trovare il valore risultante della spinta.
Risulta di notevole importanza notare come in presenza della coesione la spinta attiva risulti a basse profondità pari a zero, finché il secondo membro dell'espressione precedente risulti maggiore del primo. Se, infatti, in linea teorica si dovrebbe generare uno sforzo di trazione, nella realtà i terreni non sono in grado di produrla e nelle sezioni in cui teoricamente si avrebbe una tensione orizzontale negativa nella realtà si genera uno stato fessurativo che interessa l'intero volume di terreno al di sopra di una certa profondità definita altezza critica ({\displaystyle z_{0}}) in cui la tensione orizzontale è pari a zero. Il valore dell'altezza critica può essere facilmente individuato ponendo la tensione orizzontale pari a zero, e risulta essere:
{\displaystyle z_{0}={\frac {2c'}{\gamma '{\sqrt {K_{a}}}}}}